# Salon Niezależnych (wystawa)

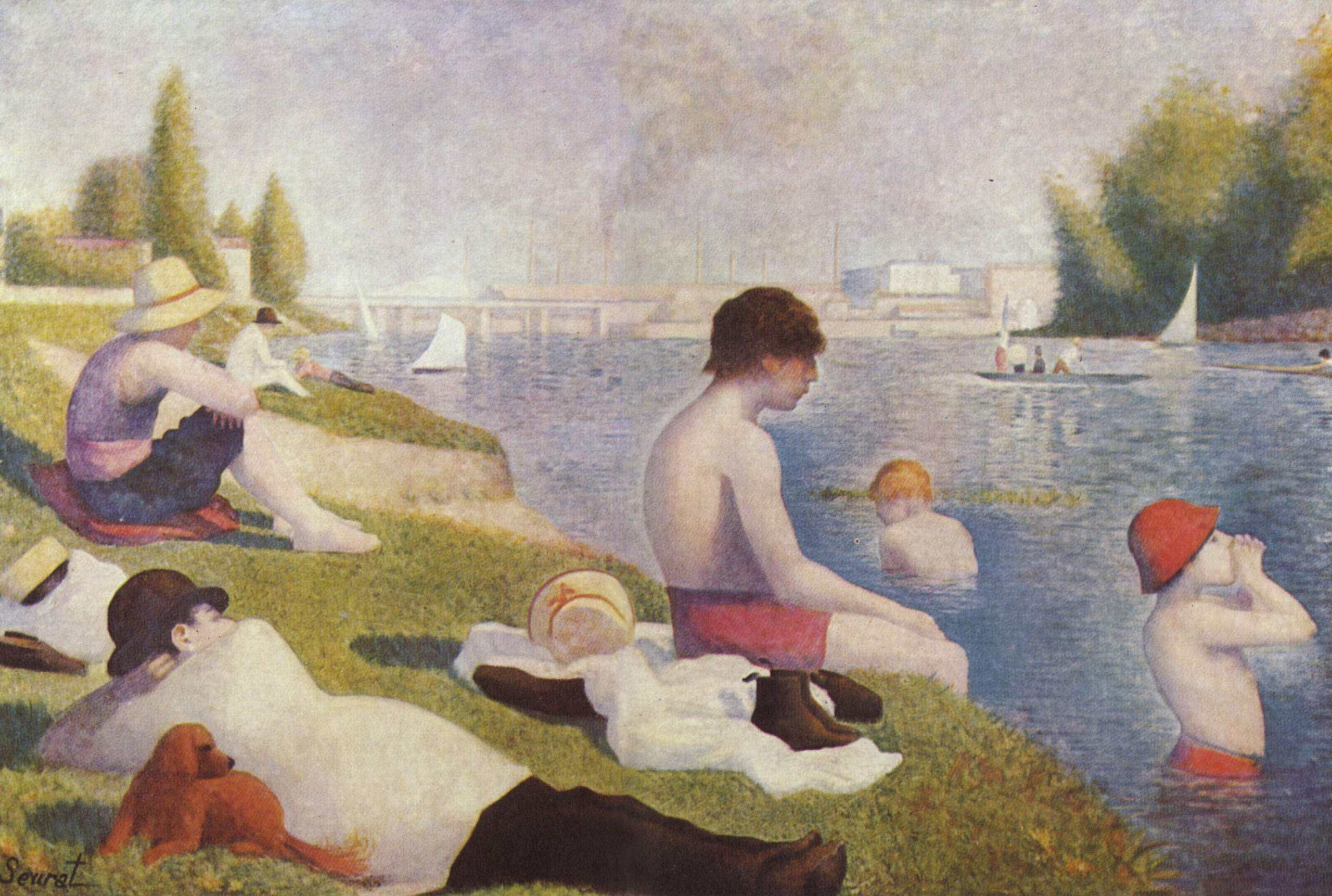
Georges Seurat, Une baignade à Asnières, 1883-4 (obraz pokazany na 1. Salonie)

Salon Niezależnych (fr. Salon des indépendants) – wystawa artystyczna, organizowana corocznie w Paryżu od 1884 roku. Jej powstanie było wyrazem sprzeciwu artystów wobec oficjalnego salonu, którego jury odrzucało część zgłoszonych prac.
Nowy Salon – w przeciwieństwie do oficjalnego – miał nie mieć ani jury, ani nagród; dzieła miały być poddane osądowi publiczności. Najpierw jednak 29 lipca 1884 powstało stowarzyszenie Société des artistes indépendants (Stowarzyszenie artystów niezależnych), na czele którego stanął malarz Odilon Redon. Pierwszy Salon Niezależnych otwarto 1 grudnia tego samego roku. Pokazano na nim m.in. obraz Une baignade à Asnières Georges'a Seurata, odrzucony przez jury salonu oficjalnego.